# Municipio de Gorham
El municipio de Gorham (en inglés, Gorham Township) es un municipio del condado de Fulton, Ohio, Estados Unidos. Tiene una población estimada, a mediados de 2021, de 2155 habitantes.

## Geografía
Está ubicado en las coordenadas 41°40′21″N 84°18′34″O / 41.67250, -84.30944 (41.672489, -84.30957). Según la Oficina del Censo de los Estados Unidos, tiene una superficie total de 112.7 km², de la cual 112.0 km² corresponden a tierra firme y 0.7 km² son agua.

## Demografía
Según el censo de 2020, en ese momento había 2168 personas residiendo en la zona. La densidad de población era de 19.4 hab./km². El 88.42 % de los habitantes eran blancos, el 0.51 % eran afroamericanos, el 0.60 % eran amerindios, el 0.51 % eran asiáticos, el 4.89 % eran de otras razas y el 5.07 % eran de una mezcla de razas. Del total de la población, el 10.24 % eran hispanos o latinos de cualquier raza.

## Gobierno
El municipio está gobernado por una junta integrada por tres administradores (trustees), que en 2020 son Jason Simon, Brian Towers y Eliott Richardson.